# 1998 DZ2
1998 DZ2 är en asteroid i huvudbältet som upptäcktes den 21 februari 1998 av Beijing Schmidt CCD Asteroid Program vid Xinglong-observatoriet.
Asteroiden har en diameter på ungefär 9 kilometer och den tillhör asteroidgruppen Maria.